# Erica umbellata
Erica umbellata é uma espécie de planta com flor pertencente à família Ericaceae. 
A autoridade científica da espécie é Loefl. ex L., tendo sido publicada em Species Plantarum 352. 1753.
Os seus nomes comuns são queiró, queiroga ou torga.

## Portugal
Trata-se de uma espécie presente no território português, nomeadamente os seguintes táxones infraespecíficos:
- Erica umbellata var. major - presente em Portugal Continental. Em termos de naturalidade é nativa da região atrás referida. Não se encontra protegida por legislação portuguesa ou da Comunidade Europeia.
- Erica umbellata var. umbellata - presente em Portugal Continental. Em termos de naturalidade é nativa da região atrás referida. Não se encontra protegida por legislação portuguesa ou da Comunidade Europeia.